# Рука, качающая колыбель
«Рука, качающая колыбель» (англ. The Hand That Rocks the Cradle) — американский триллер 1992 года режиссёра Кёртиса Хэнсона.
Название фильма взято из английской пословицы «рука, качающая колыбель, правит миром» (англ. the hand that rocks the cradle rules the world).

## Сюжет
Клэр Бартел счастливо живёт со своей семьёй, готовясь во второй раз стать матерью. 
Однажды, находясь на приеме у Виктора Мотта, врача-гинеколога, она испытывает скрытые домогательства с его стороны. Вместе с мужем Майклом они решают обратиться в полицию. 
Разбирательства подтверждают вину доктора, так как и другие его пациентки признались в развратности его действий.
Мотт, находясь под домашним арестом, совершает самоубийство, застрелившись из пистолета. 
Его беременная вдова, оставшись без материальной поддержки и под тяжестью унижений, теряет ребенка. Она изобретает план мести.
Под именем Пейтон Фландерс она нанимается в семью Клэр,чтобы ухаживать за их новорождённым ребёнком. Умело притворяясь доброй и заботливой няней, она коварно интригует, внося в жизнь семьи ссоры и подозрения. Старшая дочь Эмма доверяет ей свои секреты. Пейтон тайно кормит младшего ребёнка грудью, чтобы он перестал воспринимать молоко настоящей матери. 
Однако знакомая семьи, Мэрлин, начинает подозревать Пейтон и та решается на её убийство.

## В ролях
- Аннабелла Шиорра — Клэр Бартел
- Ребекка Де Морнэй — миссис Мотт / Пейтон Фландерс
- Мэтт Маккой — Майкл Бартел
- Эрни Хадсон — Соломон
- Джулианна Мур — Мэрлин Крэйвен
- Мэйделин Зима — Эмма Бартел
- Джон де Ланси — доктор Виктор Мотт
- Кевин Скаусен — Марти Крэйвен

## Номинации
- «Сатурн», 1993:
  - Лучший фильм ужасов;
  - Лучшая женская роль (Ребекка Де Морнэй);
  - Лучшая женская роль второго плана (Джулианна Мур).
- Премия ассоциации кинокритиков Чикаго, 1993 — Лучшая женская роль (Ребекка де Морнэй)[2].

## Ремейкии похожие фильмы
- В 1993 году вышел индийский ремейк фильма — «Khal-Naaikaa» («Плохой человек»).
- В 2013 году вышел российский ремейк фильма — «Ты заплатишь за всё».
- В 2007 году вышел американский телефильм со схожим сюжетом «While the Children Sleep», также известный под названием «The Sitter».